# Estación Central de Concepción
La Estación Central de Concepción fue una antigua estación de ferrocarriles de la ciudad de Concepción, emblemática para el desarrollo de la ciudad. Durante décadas fue un punto neurálgico por su rol en el transporte de la zona. Era una de las tres estaciones de la ciudad, junto con la Estación Chepe y la Estación Andalién.
Construida en 1873,[cita requerida] su edificación original fue afectada por el Terremoto de 1939, siendo reemplazada por una edificación modernista dentro de la cual se pintó el mural y Monumento Histórico Historia de Concepción, del pintor chileno Gregorio de la Fuente. Luego de un período de letargo en la década de 1990, el edificio sufrió diversas transformaciones, cambiando su uso para acoger a la sede del Gobierno Regional del Biobío, perteneciente al actual Barrio Cívico de Concepción. Frente al edificio se ubica la Plaza España, y en lo que fue el antiguo sector de andenes, se construyó la Plaza Bicentenario, que une el edificio con la Avenida Padre Alberto Hurtado.
La Estación Central de Concepción era uno de los principales terminales ferroviarios de Chile hasta fines de la década de 1980, y contaba con numerosos servicios hacia el norte y sur de la Red Sur de los Ferrocarriles del Estado. En su reemplazo, se ha construido una nueva estación cerca del lugar, que se utiliza como eje del servicio de Biotrén del Gran Concepción.

## Historia

### Primera estación

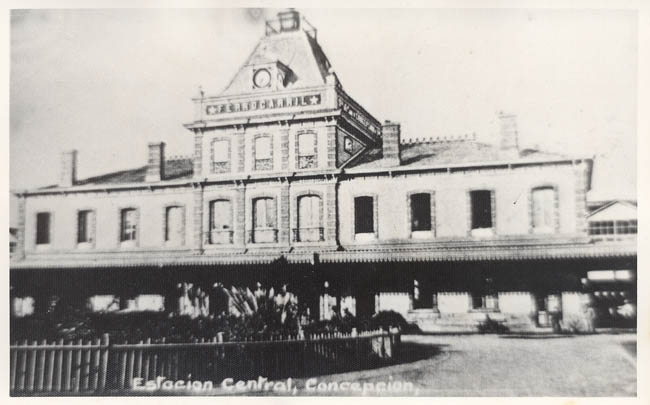
La antigua Estación Central de Concepción, construida en 1874

Fue inaugurada con el FC Talcahuano-Chillán y Angol, en el año 1873. Luego pasó a formar parte de la Red Sur de Ferrocarriles del Estado. Era cabecera del Ramal Concepción - Curanilahue, y término del Ramal Rucapequén - Concepción. Además tenía servicios de combinación con los tranvías de Concepción.
El primer edificio contaba con dos pisos y una torre con reloj, bajo el cual estaba escrita en mayúsculas la palabra «Ferrocarril». La estación estaba rodeada por un jardín cercado, y en el sector de los andenes había una nave que cubría la zona de subida y descenso de pasajeros.
La estructura de este edificio quedó dañada por el terremoto del 24 de enero de 1939, por lo que tuvo que ser reemplazado.

### Segunda estación

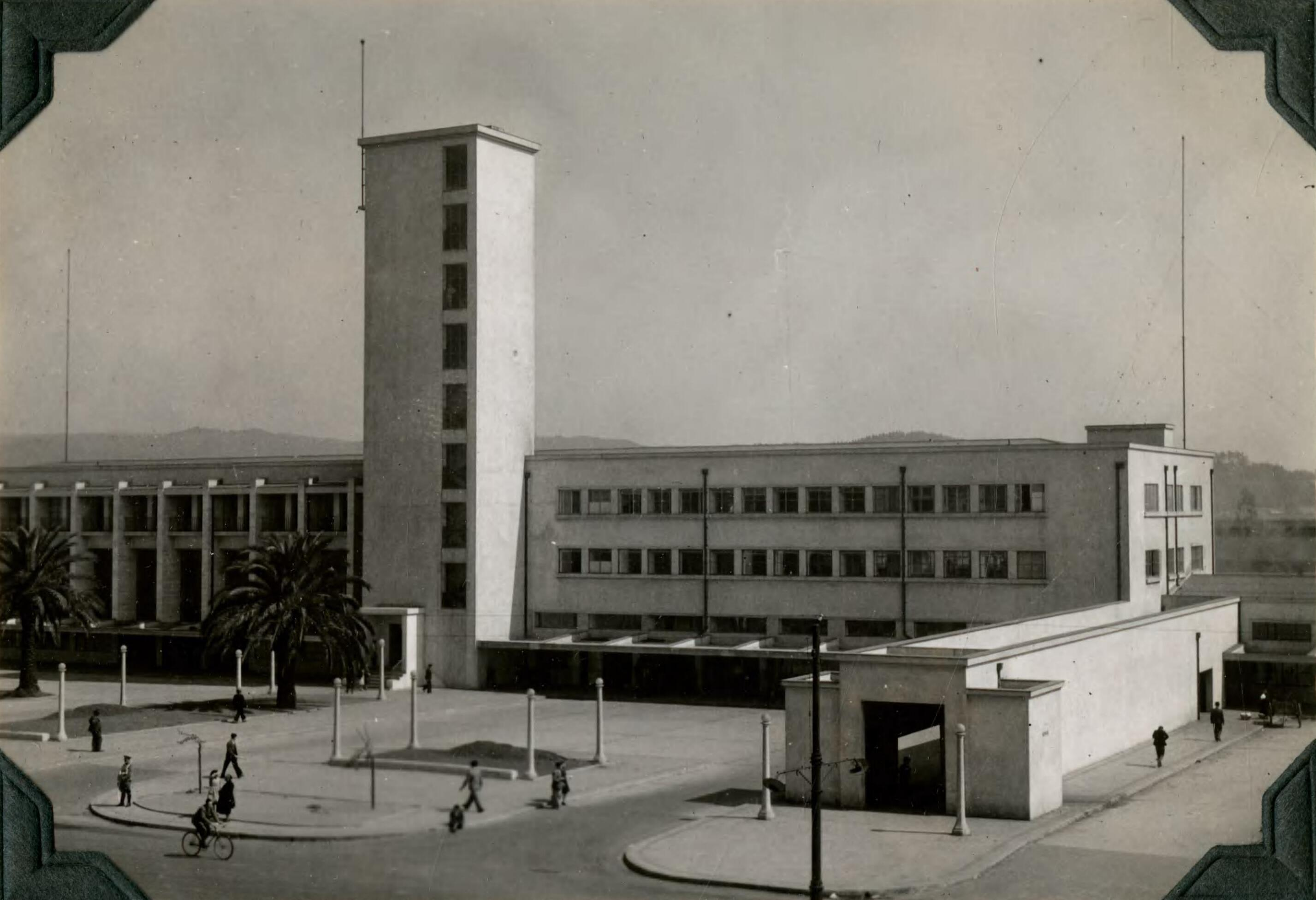
Segundo edificio de la estación de ferrocarriles en 1945.

La organización de la construcción de una nueva estación recayó en el director general de la empresa, Jorge Guerra Squella. El nuevo edificio fue diseñado por el arquitecto Luis Herrero, con la inspiración modernista de Loos y Le Corbusier. Su estructura está compuesta por un volumen horizontal de tres pisos. Posee dos salas de recepción con sus respectivas boleterías, una de primera y otra de segunda clase. En el centro del edificio una torre-reloj equilibra la estructura con un volumen vertical. Inicialmente había dos corredores que conectaban el edificio central con la Avenida Arturo Prat, y que rodeaban la plaza y los estacionamientos. Como un adelanto para su época, se construyó además un paso bajo nivel único en su país, que comunicaba el andén 1 con los andenes 2 y 3, para acceder hasta la construcción de la Estación Maestranza. Además de lo anterior, estaba proyectada la construcción de un centro de control de tráfico, que nunca llegó a utilizarse.
En 1941 iniciaron las obras preliminares para la construcción de un paso bajo nivel para peatones, andenes y el edificio principal, las cuales fueron terminadas en el primer trimestre de 1942.
En el interior de la Sala de Recepción de acceso de primera clase se encuentra el mural Historia de Concepción, creado por el pintor chileno Gregorio de la Fuente, entre 1943 y 1946. Este mural, actualmente Monumento Histórico de la ciudad, mide 62 metros de largo por 4.5 metros de alto, totalizando una superficie de 280 metros cuadrados. En dicho mural el pintor presenta la secuencia histórica que ha tenido Concepción desde sus orígenes hasta mediados del siglo XX.
A principios de la década de 1990, comenzó una disminución progresiva de los servicios que tenían llegada o salida desde este terminal. A fines de 1999 sufrió una reactivación cuando sirvió al Biotrén como parte de la primera generación de estaciones, además de los tradicionales trenes locales con destino a Laja y Renaico, que duró hasta el 2000, cuando entró en operaciones la nueva Estación Concepción, diseñada para el servicio Biotrén.

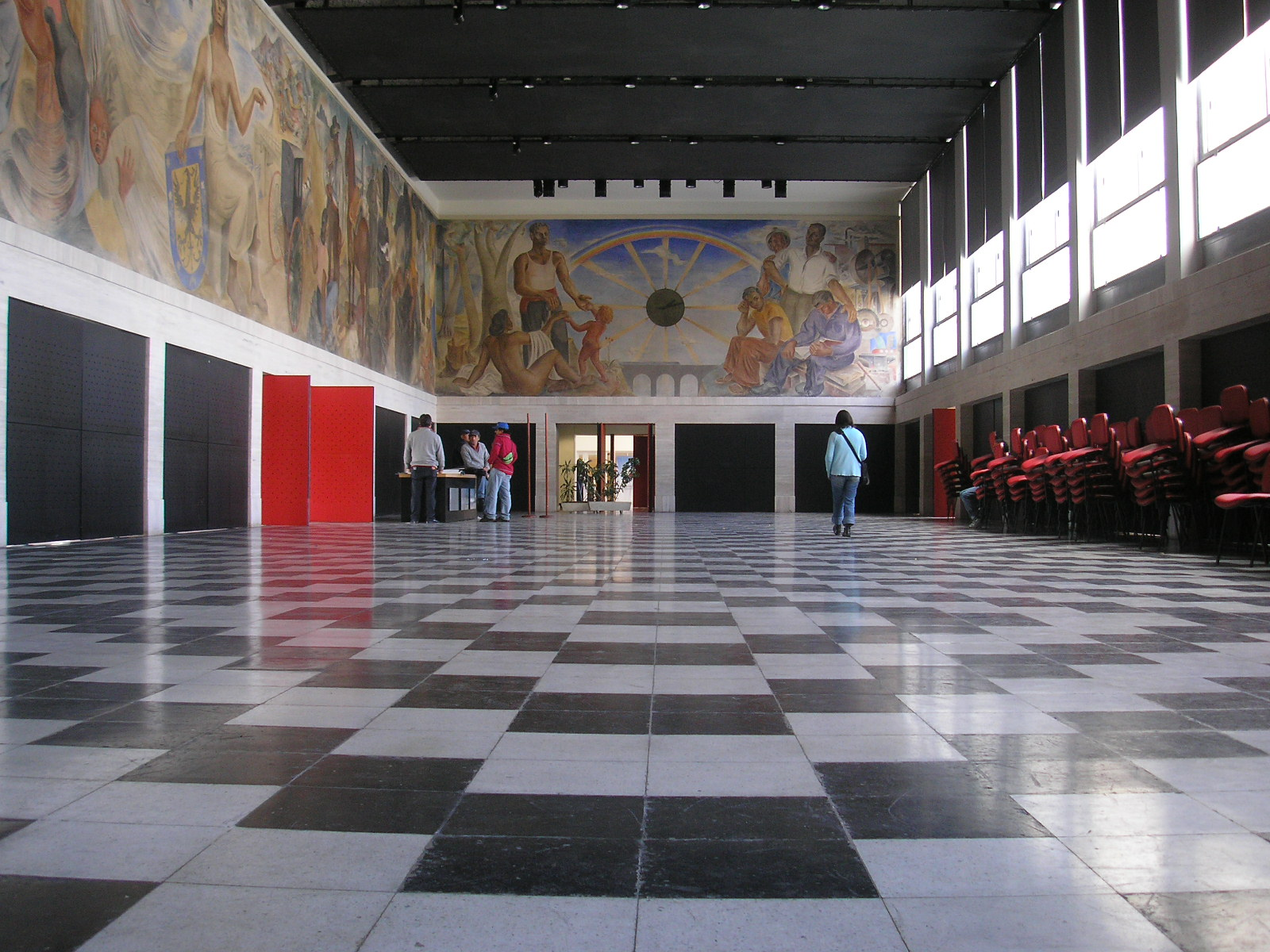
El hall del edificio, con parte del mural Historia de Concepción
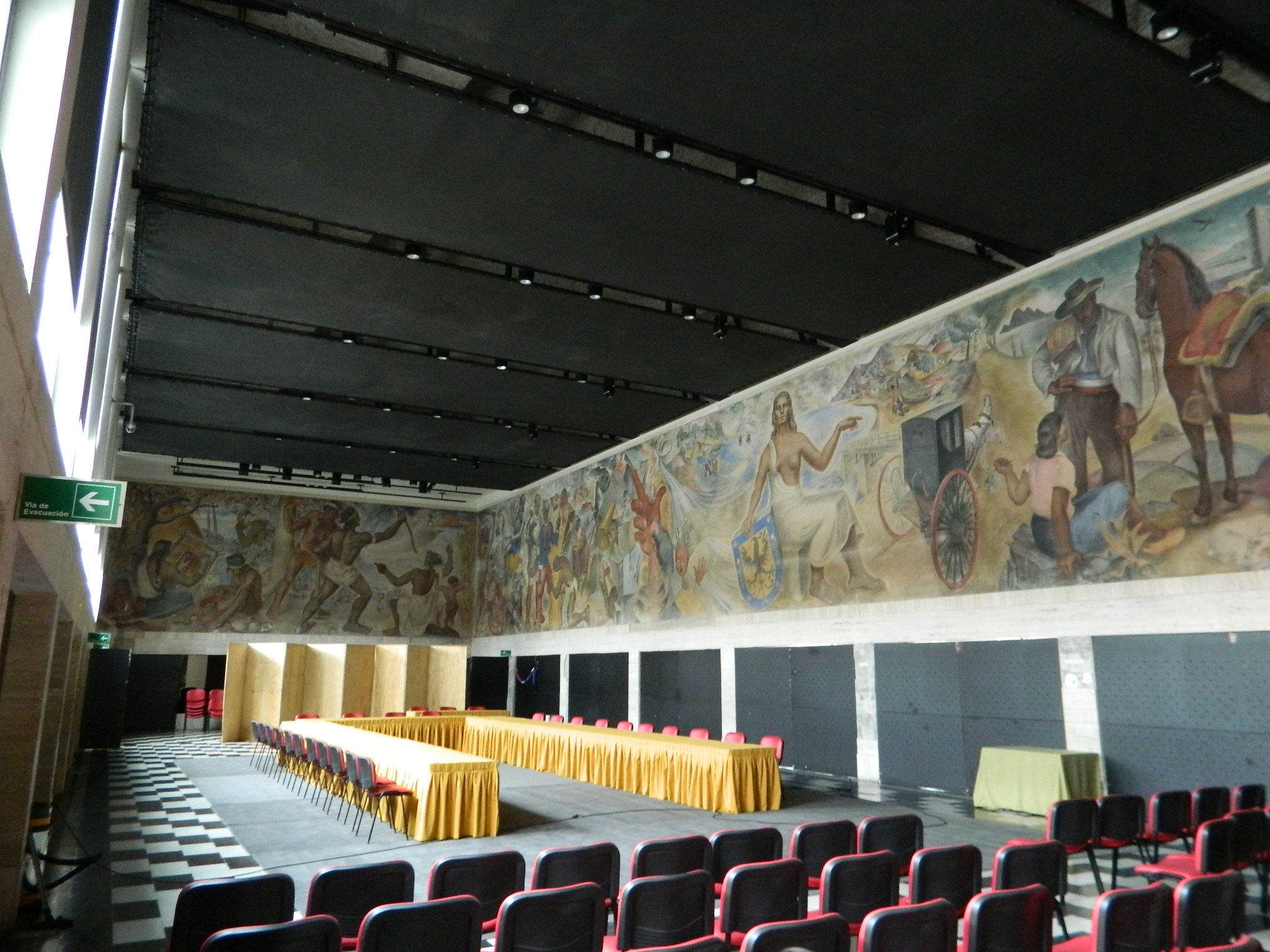
Detalle del mural Historia de Concepción.

### Tercera estación

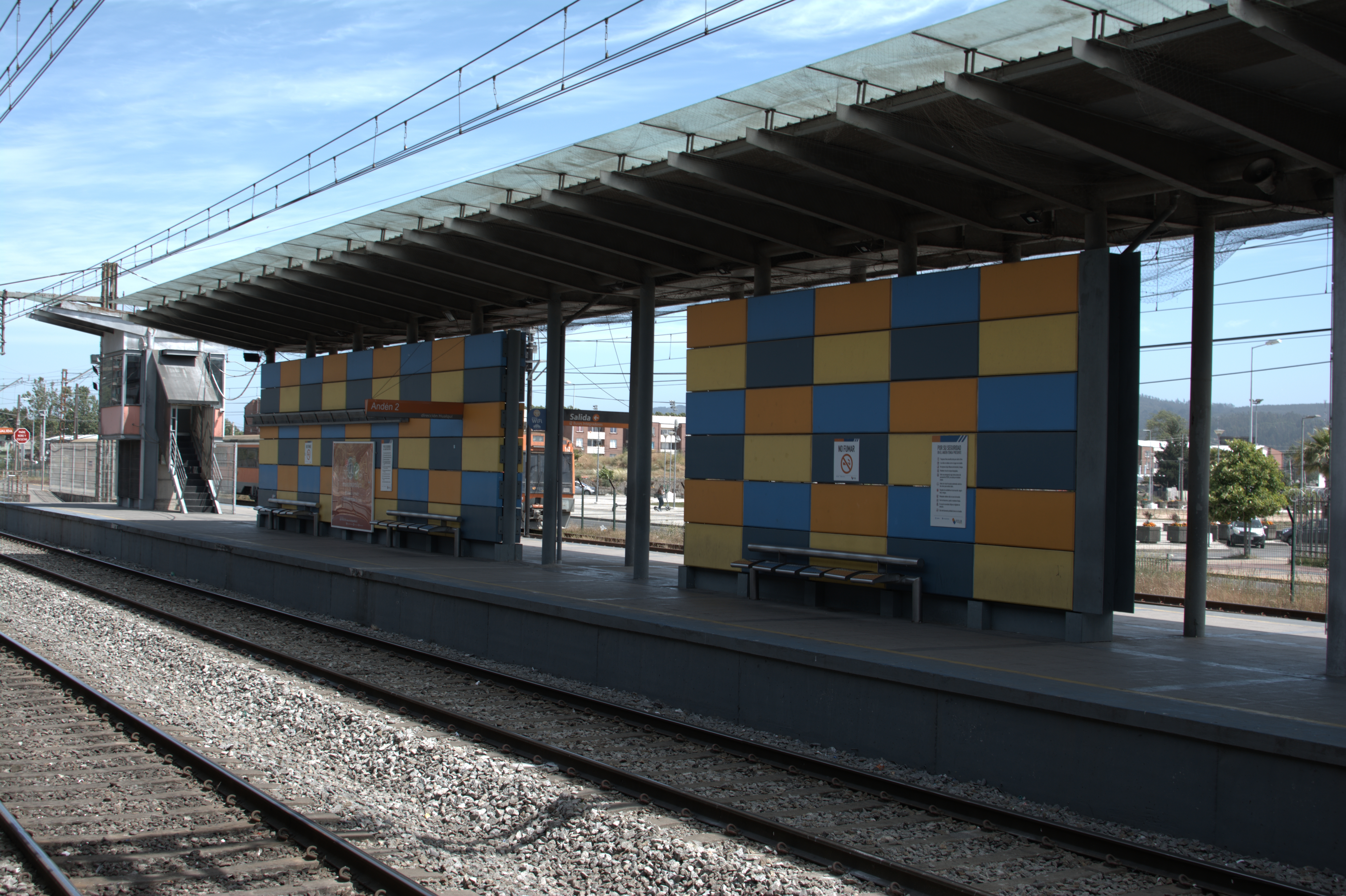
Actual estación ferroviaria de Concepción.

Luego de esto, Concepción tenía en operación conjunta la Antigua Estación Central para el servicio de Largo Recorrido Rápido del Biobío 1019/1020, y la Nueva Estación Central para los servicios locales y Biotrén.
Al tiempo de la construcción de la nueva estación, se desmantelaron las vías y edificios de la Maestranza Concepción, ubicada junto a la antigua estación central, de lado del río.
El 5 de agosto de 2002 llegaba el último servicio nocturno con composición de locomotora y coches (Rápido del Biobío). En esa fecha se cambió la base de Tracción y de Pasajeros de la Estación Central de Concepción a la Estación El Arenal de Talcahuano, y se inauguraba el servicio Automotor Nocturno a Talcahuano con automotores japoneses AEZ. La Nueva Estación Central de Concepción pasó a tomar todos los servicios ferroviarios en adelante.
Por un periodo más los patios remanentes de la estación sirvieron para guardar parte del material rodante. Pero durante el año 2003, se empezó a desmantelar paulatinamente lo que quedaba del Antiguo Patio Concepción.

## El Barrio Cívico

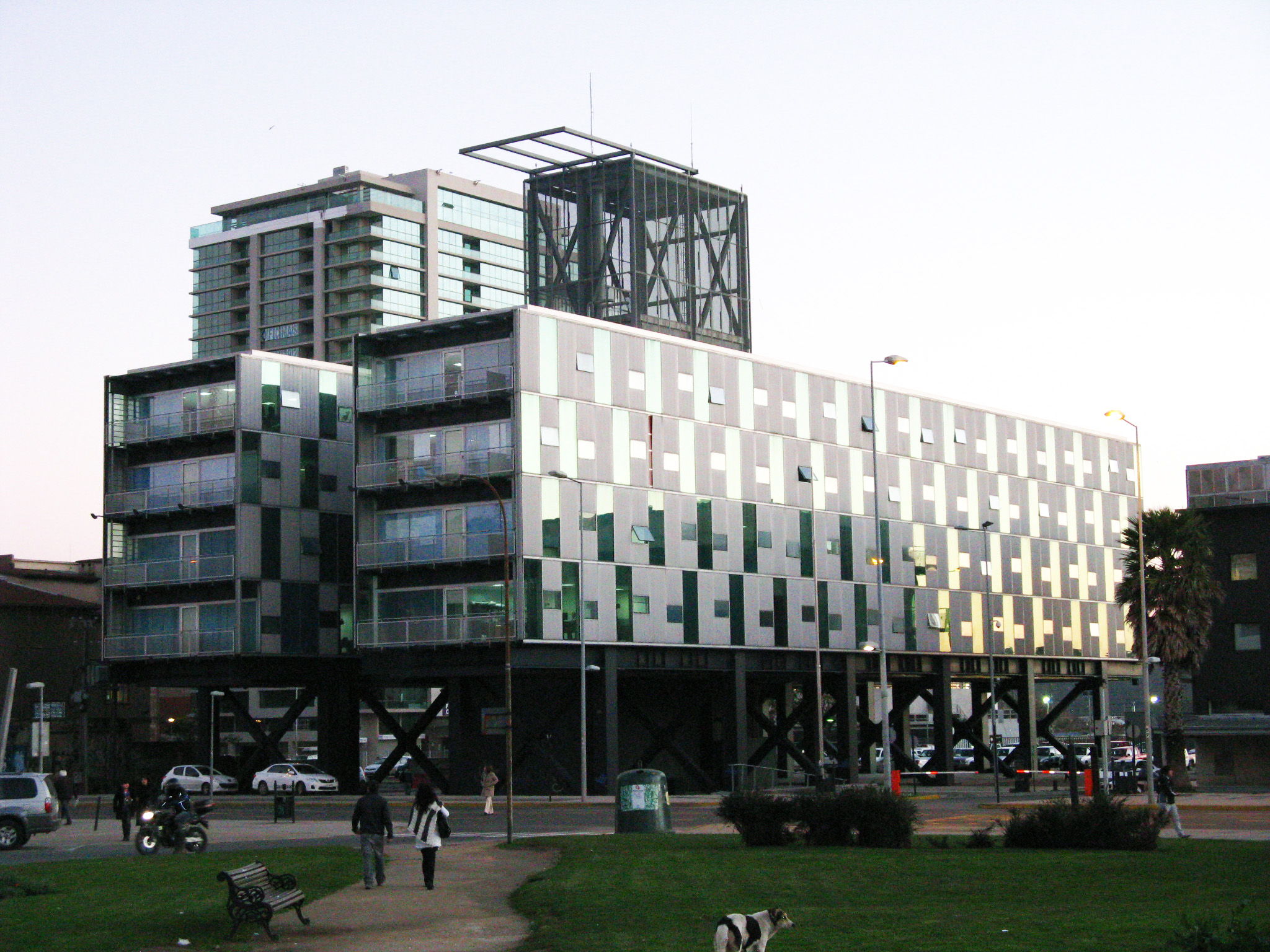
Edificio del MOP, perteneciente al Barrio Cívico de Concepción.

El edificio fue remodelado entre los años 2006-2007, para ser reinaugurado por la presidenta Michelle Bachelet el 14 de septiembre de 2007, como nueva sede del Gobierno Regional del Biobío (Gore Biobío), la Intendencia Regional del Biobío y el Consejo Regional del Biobío (Core Biobío).
El edificio se rediseñó de acuerdo a un proyecto de remodelación ganador de un concurso el año 2000, elaborado por los arquitectos Smiljan Radic, Eduardo Castillo y Ricardo Serpell. La remodelación significó agregarle un cuarto piso. Se modificó su torre-reloj, y se eliminaron las galerías que conectaban al edificio principal con la Avenida Arturo Prat. Así este edificio pasa a ser el centro del Barrio Cívico de Concepción.
El conjunto se complementa con cuatro edificios que concentran la mayoría de los servicios públicos y las Secretarías Regionales Ministeriales (Seremis). En el año 2005 se construyó el primer edificio de las reparticiones del Ministerio de Obras Públicas, ubicado al lado oriente del antiguo edificio Estación. El proyecto de Barrio Cívico considera la construcción de otros tres edificios más.